# Марта из Лангра
 Марта  (IV—V вв., ум. Лангр, Франция) — святая Римско-Католической Церкви, монахиня.

## Биография
Марта была женой святого Аматора. Аматор и Марта поженились по настоянию своих родителей, чтобы угодить им. После свадьбы они жили в целомудрии, как брат и сестра. После того, как Аматор стал священником, Марта ушла в монастырь, где её бывший супруг, будучи епископом города Оксер, принял от неё монашеские обеты.
Марта почитается как местночтимая святая в городе Лангр, Франция.